# Bernard Combettes
 (mars 2022).
Si vous disposez d'ouvrages ou d'articles de référence ou si vous connaissez des sites web de qualité traitant du thème abordé ici, merci de compléter l'article en donnant les références utiles à sa vérifiabilité et en les liant à la section « Notes et références ».
Pour les articles homonymes, voir Combette.
Bernard Combettes, né le 6 juin 1942 à Montpellier, est un grammairien français et professeur émérite de l'université de Lorraine.

## Biographie
Né le 6 juin 1942 à Montpellier, Bernard Combettes obtient son agrégation de grammaire en 1964. Il rédige une thèse de troisième cycle à l'université de Nancy en 1968 avec pour titre « Les parler de Viols-le-Fort (Hérault) » puis obtient un doctorat d’état de l'université de Nancy 2 en 1988 pour son travail, titré : « Recherches sur l'ordre des éléments de la phrase en moyen français ». Hélène Naïs figure parmi ses professeurs à Nancy.
Il est codirecteur du laboratoire ATILF de 2000 à 2004 et codirecteur de la revue Verbum,.
Professeur émérite de l'Université de Lorraine depuis 2010.
Ses recherches portent sur la linguistique historique du français, en particulier dans le domaine de la syntaxe et de la linguistique du texte et du discours. Il s'intéresse également à l'enseignement du français langue maternelle.

## Publications
- 1968	Exercices de français pour laboratoires de langues. n° 1 : Phonétique 110 p.; n° 2 : Le verbe. (en coll. avec Fernand Carton)
- 1983 - Pour une grammaire textuelle : La progression thématique, A. De Boeck-Duculot, 139 p.
- 1992- L'organisation du texte, Université de Metz, Collection Didactique des Textes, 180 p.
- 1998-Les constructions détachées en français, Ophrys, 143 p.
- 2020 - en coll. avec C. Marchello-Nizia, S. Prévost et T. Scheer, dir. de Grande Grammaire historique du français, 2 vol., Berlin, De Gruyter-Mouton
- 2020 - Du moyen français à la Renaissance : phrase et développement de la prose, in G. Siouffi, éd., Une histoire de la phrase française, Actes Sud, 67-124

## Sources